# Europa Philharmonie
Az Europa Philharmonie egy 1996-os alapítású európai filharmonikus zenekar, tagjai az Európai Unió tagországainak zenészei. A zenekar központja 2009 óta a németországi Baden-Württembergben található Dobel városa. Az alapítványi finanszírozású együttes alapítója, első karmestere és művészeti vezetője 2013-ig Reinhard Seehafer volt.

## Története
Az európai szimfonikus zenekar ötlete már a vasfüggöny lehullásakor felmerült. A tényleges alapítását Wolf-Dieter Ludwig, a Görlitzi Operaház akkori igazgatója illetve Reinhard Seehafer operaházi karmester és művészeti vezető kezdeményezte 1998-ban. A zenekar első művészeti vezetője Ferry Tomaszyk lett. Első nagy bemutatkozó koncertjén Mahler 2. szimfóniája hangzott el Seehafer vezényletével a görlitzi Szent Péter templomban. Az esemény nagy sajtónyilvánosságot kapott. 

## Koncertek világszerte
- A Németország és a Kína közötti diplomácia kapcsolatok felvételének 30 éves jubileuma alkalmából az Europa Philharomie 2002-ben Sanghajban, Pekingben és öt további kínai nagyvárosban vendégeskedett.
- Jemen fővárosában, Szanaában, a világ első klasszikus szimfonikus zenekaraként koncertezett, a megnyitó koncertet a Szanaa - Cultural Capital of Arab World-ben adták. A rendezvény védnöke Wolfgang Thierse, a Bundestag elnöke és Khalis Al-Rewaishan jemeni kulturális miniszter volt. A koncertet a helyszínen 5000 fő hallhatta, a televíziós közvetítés pedig a legtöbb arab országba eljutott. Ezt követte még három konvert Abu-Dzabi, Ajman és Omán városában.
- Welcome in Europe ünnepi koncert Ciprus fővárosában Nicosiában, az Európai Unióba való belépése alkalmából.
- 2005-ben a zenekar koncertkörutat tett a második világháború befejezésének 60. évfordulója alkalmából Kefaloniától Athénig, majd Krétáig. Koncertútján görögországi világháborús helyszíneket érintett.
- Az együttes 2005-ben karácsonyi gálát tartott a törökországi Antalyában, ahol a kultúraközi tevékenységéért elismerést kapott.
- 2005-ben részt vettek a ballenstedti List Ferenc Zenei Fesztiválon.[4]

## Külső hivatkozások
- Az együttes hivatalos Facebook-oldala